# 珀爾格雷什蒂鄉
46°15′N 26°39′E / 46.250°N 26.650°E
珀爾格雷什蒂鄉（羅馬尼亞語：Comuna Pârgărești, Bacău），是羅馬尼亞的鄉份，位於該國東北部，由巴克烏縣負責管轄，處於布加勒斯特以北210公里，每年平均降雨量918毫米，海拔高度347米，2007年人口4,889。